# Каджано де Ацеведо, Оттавио
Оттавио Каджано де Ацеведо (итал. Ottavio Cagiano de Azevedo; 7 ноября 1845, Фрозиноне, Папская область — 11 июля 1927, Анцио, королевство Италия) — итальянский граф, куриальный кардинал и папский сановник. Племянник кардинала Антонио Мария Каджано де Ацеведо. Магистр Апостольской Палаты с 31 декабря 1891 по 29 мая 1901. Префект Дома Его Святейшества с 29 мая 1901 по 11 декабря 1905. Камерленго Священной Коллегии Кардиналов с 2 декабря 1912 по 25 мая 1914. Про-префект Священной Конгрегации по делам монашествующих с 12 июня по 31 октября 1913. Префект Священной Конгрегации по делам монашествующих с 31 октября 1913 по 6 декабря 1915. Канцлер Святой Римской Церкви с 6 декабря 1915 по 11 июля 1927. Кардинал-дьякон с 11 декабря 1905, с титулярной диаконией Санти-Косма-э-Дамиано с 14 декабря 1905 по 6 декабря 1915. Кардинал-священник с титулом церкви Сан-Лоренцо-ин-Дамазо с 6 декабря 1915.

## Награды
- Кавалер Ордена Красного орла
- офицер Ордена Почётного легиона
- Орден Короны Таиланда
- Большой крест Императорского австрийского ордена Франца Иосифа
- Орден Изабеллы Католической
- Орден Заслуг гражданских и военных (Тоскана)